# اوبیدیننکا
اوبیدیننکا (به لاتین: Obyedinenka) یک منطقه مسکونی در جمهوری آذربایجان است که در شهرستان صابرآباد واقع شده است.